# 観点
| ウィキペディアには「観点」という見出しの百科事典記事はありません（タイトルに「観点」を含むページの一覧/「観点」で始まるページの一覧）。 代わりにウィクショナリーのページ「観点」が役に立つかもしれません。 |